# 키사라즈 캐츠아이 월드 시리즈
《키사라즈 캐츠야이 일본시리즈》(일본어: 木更津キャッツアイ ワールドシリーズ)는 2006년의 일본 영화이다.
2006년 10월 28일 개봉된 일본 영화로, 2002년에 TBS에서 방송 된 인기 텔레비전 드라마 《키사라즈 캐츠아이》, 2003년에 영화화 된 《키사라즈 캐츠아이 일본 시리즈》의 속편이자, 완결편이다. 일본에서의 흥행수입 18억엔.

## 출연진

### 키사라즈 캐츠아이
- 오카다 준이치(V6멤버)
- 사쿠라이 쇼(아라시멤버/주제가a Day in Our Life를불렀다)
- 사토 류타
- 오카다 요시노리
- 츠카모토 타카시

### 주변 인물
- 사카이 와카나
- 야마구치 토모미츠
- 아베 사다오
- 시마 다이스케
- 미야케 히로키
- 히라이와 카미
- 와타나베 잇케이
- 미야지 마사코
- 후루타 아라타
- 모리시타 아이코
- 코히나타 후미요
- 야쿠시마루 히로코

### 일본 시리즈에 등장한 역할
자세한 것은 키사라즈 캐츠아이 일본 시리즈 배역 참조.
- 윤손하 [특별출연]
- 후나코시 에이이치로 [특별출연]

### 월드 시리즈에 등장한 역할
- 쿠리야마 치아키
- 키리타니 켄타
- 하시모토 준
- MCU (KICK THE CAN CREW)
- 타카다 준지
- 레드 요시다
- 칸나즈키
- 나카가와게 레이지
- 나카가와 츠요시

## 스탭
- 감독 : 카네코 후미노리
- 제작 총괄 : 이소야마 아키 (TBS)
- 제작 : 콘도 쿠니카츠, 후지시마 주리 K, 시이나 타모츠
- 각본 : 구도 간쿠로
- 음악 : 나카니시 쿄
- 촬영 : 야마나카 토시야스
- 편집 : 아라이 타카오, 요네야마 미유키
- 제작 협력 : 세딕 인터내셔널
- 제작사 : TBS, 제이스톰, 아스믹 에이스
- 배급 : 아스믹 에이스

### 관련 음악
- 주제가 : 아라시 - 〈a Day in Our Life〉
- 삽입곡 : 〈시사이드 바이바이(シーサイド・ばいばい)〉 (2006년 10월 25일) - 키사라즈 캐츠아이 feat. MCU 명의.